# Гръцка жаба
Гръцката жаба (Rana graeca), наричана също Гръцка дългокрака жаба, е вид водна жаба, срещаща се само в южните части на Балканския полуостров, включително Югозападна България.

## Разпространение и биотоп
Гръцката жаба се среща само на Балканския полуостров и някои от близките острови в Егейско море. На север ареалът ѝ достига до централната част на Босна и Херцеговина и Средна Сърбия.
В България се среща в югозападната четвърт на страната – Трънско, долините на Струма и Места и подножията на съседните планини, както и в Родопите. Има сведения за изолирано находище на югоизток от Костенец. Популациите в България са на надморска височина от 240 до 1210 m.
Гръцката жаба обитава главно потоци с вирове и бързеи в средновисоките планини.

## Начин на живот и хранене
Гръцката жаба може да бъде активна както през деня, така и през нощта, в зависимост от температурата и влажността на въздуха. Храни се главно с насекоми, но яде и охлюви, скорпиони и други. Зимува под водата, обикновено между едри камъни край брега на потоците.

## Размножаване
Гръцката жаба снася по няколкостотин яйца през април-май. Те са струпани на купчина, която обикновено е прикрепена към горната стена на речни подмоли. От снасянето на яйцата до излюпването на ларвите при тях остават по няколко мъжки. Метаморфозата продължава от края на юни до края на октомври.

## Допълнителни сведения
Гръцката жаба е защитена от Приложение III на Бернската конвенция и от Приложение III на Закона за биологичното разнообразие.